# Catoptropteryx guttatipes
Catoptropteryx guttatipes är en insektsart som beskrevs av Karsch 1890. Catoptropteryx guttatipes ingår i släktet Catoptropteryx och familjen vårtbitare. Inga underarter finns listade i Catalogue of Life.